# 海田市町
海田市町（かいたいちまち）は、広島県安芸郡にあった町。現在の海田町の一部にあたる。

## 地理
瀬野川河口に形成されたデルタ状の平野部に位置していた。

## 歴史
- 1889年（明治22年）4月1日、町村制の施行により、安芸郡海田村が町制施行し、海田市町が発足[1][2]。大字は編成せず[2]。
- 1906年（明治39年）呉から安芸郡役所が移転[2]。
- 1907年（明治40年）芸陽銀行本店開設[2]。
- 1956年（昭和31年）9月30日、安芸郡東海田町と合併し、海田町を新設して廃止された[1][2]。合併後、海田町大字海田市となる[2]。

### 地名の由来
平安末からの荘園開田荘にちなみ、山陽道の宿駅が置かれて在町となり市が加えられた。

## 産業
- 農業[2]

## 交通

### 鉄道
- 1894年（明治27年）山陽鉄道（現山陽本線）の糸島 - 広島が開通し海田市駅開設[2]。